# Mugena

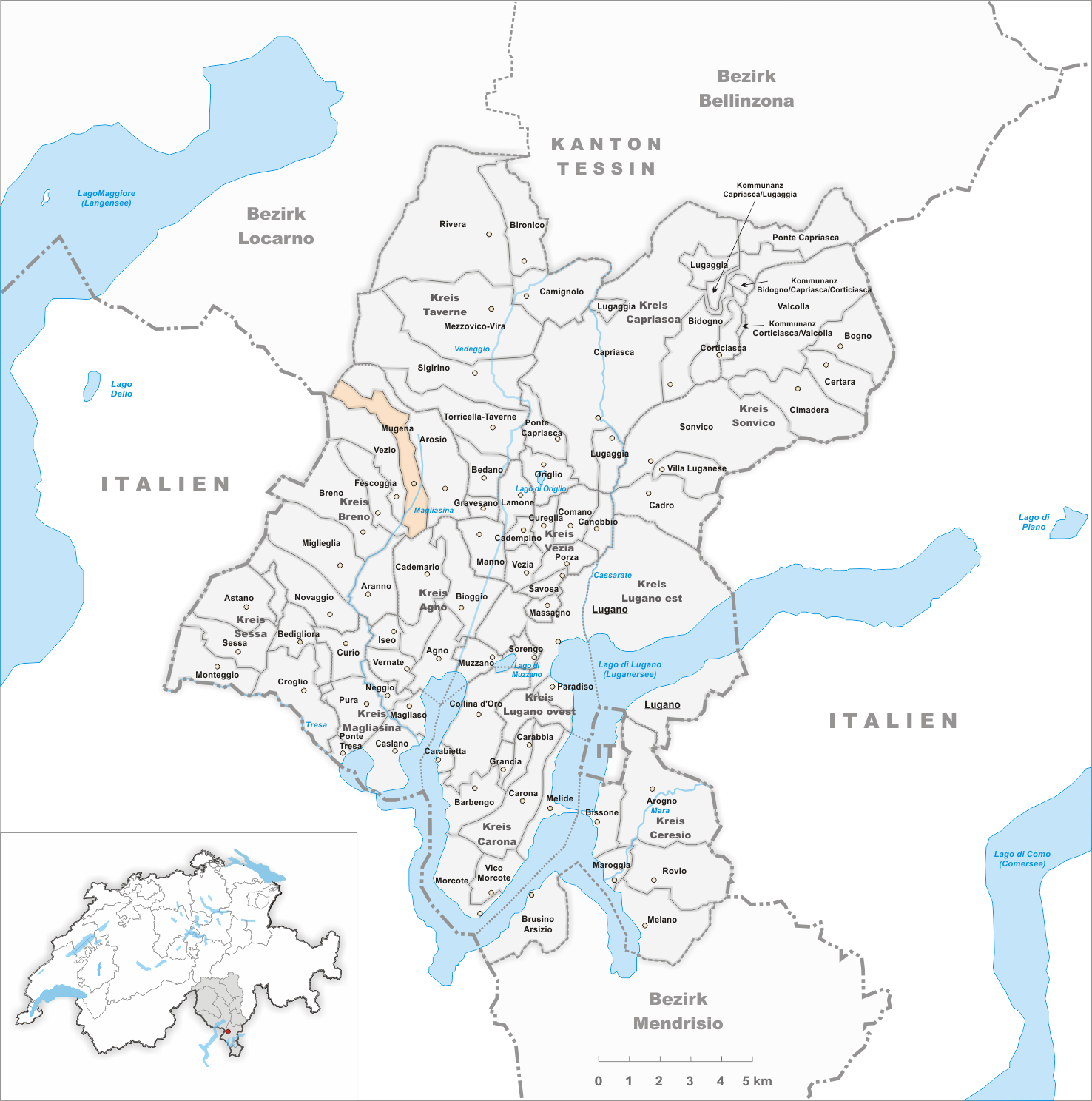
Gemeindestand vor der Fusion am 13. März 2005

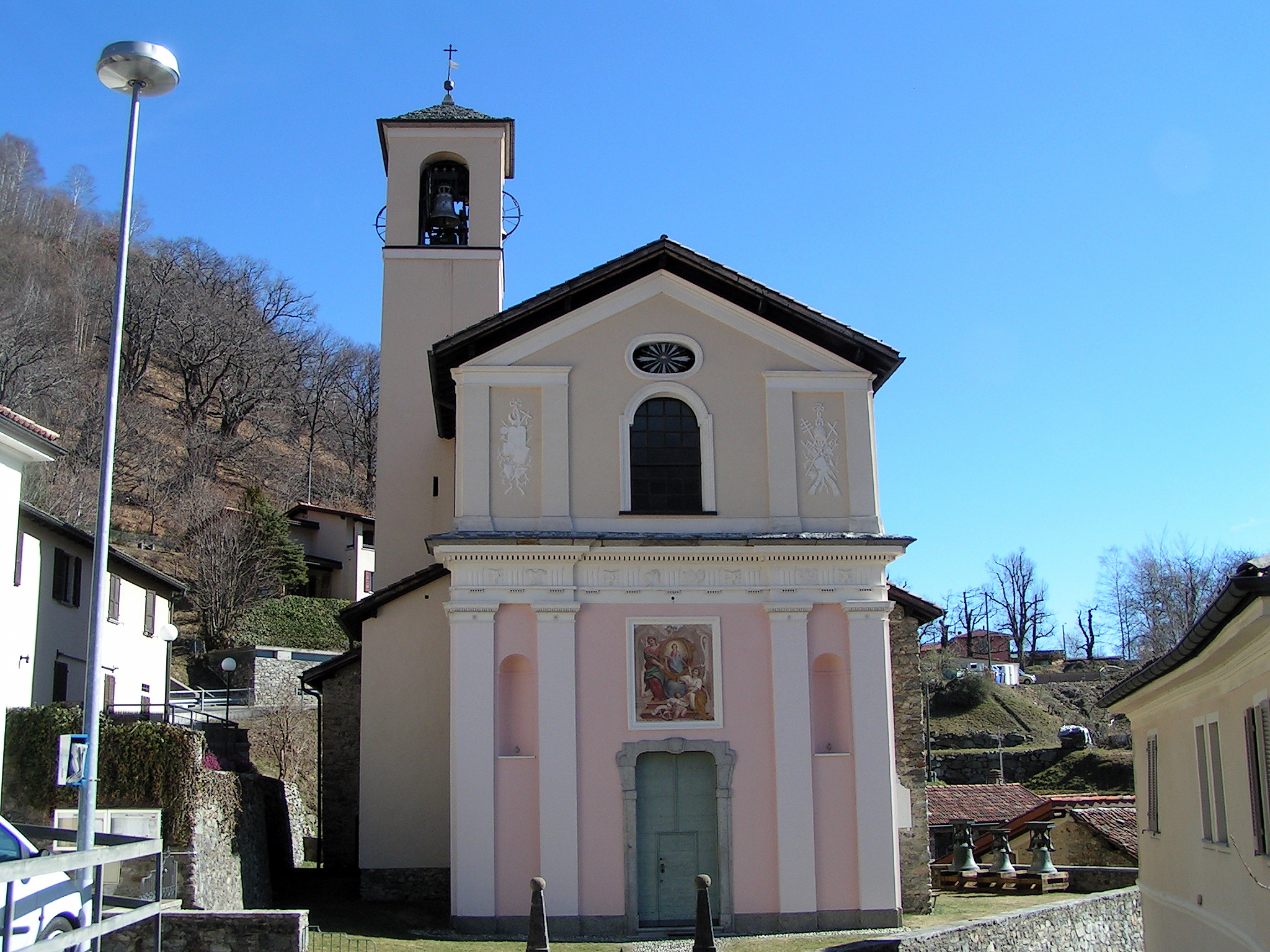
Kirche Sant’Agata

Mugena ist Teil der Tessiner Gemeinde Alto Malcantone im Kreis Breno, im Bezirk Lugano im oberen Malcantone.

## Geographie
Das Dorf liegt auf 818 m ü. M. im obern Val Magliasina und sechs Kilometer südwestlich der Station Taverne-Torricella der Linie Bellinzona-Lugano-Chiasso der Schweizerischen Bundesbahnen.

## Geschichte
Eine erste Erwähnung findet das Dorf im Jahre 1214 unter dem damaligen Namen Megiadina. Überliefert ist die Römerstrasse von Ponte Tresa zum Monte Ceneri durch das Gemeindegebiet. Das Dorf bildete schon 1246 eine vicinìa und musste dem Bischof von Como Zehnten entrichten. In der 1. Hälfte des 15. Jahrhunderts musste es dem Herzog von Mailand 12 Soldaten stellen. Im Feldzug von Giornico 1478 begingen die Schweizer daselbst einige Verwüstungen. Mugena gehörte zuerst zur Kirchengemeinde Agno; schon 1636 war es eine Unterkirchgemeinde. Die Kirche Sant’Agata wird 1214 erwähnt; sie wurde 1636 restauriert, 1702 wiederaufgebaut, 1819 eingeweiht. 
Mugena fusionierte am 13. März 2005 mit den früheren Gemeinden Breno, Fescoggia, Arosio und Vezio zur neuen Gemeinde Alto Malcantone.
Mugena bildet aber nach wie vor eine eigenständige Bürgergemeinde.

## Bevölkerung
Einwohnerzahlen: Volkszählungsdaten

## Sehenswürdigkeiten
- Pfarrkirche Sant’Agata[5]
- Wohnhaus mit Malereien von Giovanni Pellegrinelli[5]

## Bildung
- Fondazione Portugalli[6]